# Гризе, Жерар
Жерар Гризе (фр. Gérard Grisey; 17 июня 1946, Бельфор — 11 ноября 1998, Париж) — французский композитор, представитель спектрализма.

## Биография
Гризе начал занятия музыкой с обучения аккордеону в Бельфоре под руководством Идо Валли, впоследствии получив звание лауреата на международном конкурсе в Торонто. Затем обучался в Троссингенской консерватории в Германии (1963—1965) и в Парижской консерватории (1965—1972), в том числе в классе композиции Оливье Мессиана (1968—1972). Параллельно с этим он учился у Анри Дютийё в Нормальной школе музыки (1968) и Академии Киджи (1969), участвовал в семинарах Карлхайнца Штокхаузена, Дьёрдя Лигети и Яниса Ксенакиса на Дармштадтских курсах новой музыки (1972). В 1972 году получил грант на двухлетнюю стажировку в Риме, аналогичный незадолго до этого упразднённой Римской премии. Помимо этого занимался электроакустической музыкой у Жана-Этьена Мари (1969) и изучал акустику у Эмиля Лейпа в институте Faculté des sciences de Jussieu (1974). В 1980 году Гризе стажировался в IRCAM.
Композитор получал заказы на сочинения от различных международных институтов, его музыку включали в программы различных фестивалей, радиотрансляций и в концертные программы известных в Европе и США ансамблей инструменталистов.
Жерар Гризе умер 11 ноября 1998 от разрыва аорты.

## Творческая манера
Один из ярчайших представителей французской спектральной школы (наряду с Мюраем, Левинасом и др.) и признанный её лидер и идеолог, хотя и не являлся основателем так называемой «Группы маршрута» (Group de l’Itineraire), на базе которой возник спектрализм. В основе спектрализма лежит внимание к отдельному звуку как самоценности и основе формообразования. Форма и звуковысотный ряд сочинения строятся в том числе и с опорой на досконально изученный на предкомпозиционном этапе спектр звука.

## Педагогическая деятельность
Гризе преподавал на летних Дармштадтских курсах (1976—1982), в DAAD (Берлин), на семинарах по композиции во Фрайнбурге, в IRCAM (Париж), в Милане (Scuola Civica), а также в различных американских университетах.
В 1982—1986 годах преподавал в Калифорнийском университете. В 1986—1998 годах — профессор оркестровки и позже композиции в Парижской консерватории, среди его учеников — Магнус Линдберг, Жан-Люк Эрвэ, Брис Позе, Режис Кампо, Эрик Танги и др.

## Работы
Основные сочинения Гризе:
- Derives, для двух оркестровых групп (1973-74)
- Espaces Acoustiques (Акустические пространства), цикл из шести пьес.
  - Prologue (Пролог) для альта и, опционально, живой электроники (1976)
  - Périodes (Периоды) для семи музыкантов (1974)
  - Partiels * (Частицы) для 16 или 18 музыкантов (1975)
  - Modulations для 33 музыкантов (1978)
  - Transitoires для оркестра (1981)
  - Épilogue (Эпилог) для четырёх валторн и оркестра (1985)
- Sortie vers la lumiére du jour, для электрооргана и 14 исполнителей (1978)
- Jour, contre-jour, для электрооргана, 13 исполнителей и магнитонофонной ленты (1978-79)
- Tempus ex machina, для 6 ударных (1979)
- Solo pour deux, для кларнета и тромбона (1981)
- Les chants de l’amour, для 12 голосов и магнитофонной ленты (1982-84))
- Anubis-nout, для бас-кларнета (1983)
- Talea, для скрипки, виолончели, флейты, кларнета и фортепиано (1986)
- Le temps et l'écume, для 4 ударных, 2 синтезаторов и камерного оркестра (1988-89)
- Accords perdus, 5 миниатюр для 2 валторн (1989)
- Le noir de l'étoile, для 6 ударных, магнитофонной ленты и электроники (1989-90)
- Anubis et nout, для басового и баритонового саксофона (1990)
- L’Icône paradoxale, для 2 женских голосов и 2 оркестровых групп (1992-94)
- Vortex Temporum, для фортепиано и 5 инструментов (1994-96)
- Stéle, для 2 ударных (1995)
- 4 Chants pour franchir le Seuil, для сопрано и 15 инструментов (1997-98), на стихи Кристиана Гез-Рикора, Эринны и из «Эпоса о Гильгамеше» — последняя работа Гризе (исполнение и запись — 2001).

### О музыке
- Grisey G. Écrits ou l’invention de la musique spectrale/ Ed. par Guy Lelong et Anne-Marie Réby. Paris: Éditions Musica Falsa, 2008